# HD 24141
HD 24141，又名BD+57 752，SAO 24276、HR 1192，是一颗恒星，视星等为5.8，位于銀經145.22，銀緯3.22，其B1900.0坐标为赤經3h 45m 35.9s，赤緯+57° 3.22′ 41″。